# حسین مسگر ساروی
حسین مسگر ساروی (20 آبان 1385 در آمل ) بازیکن بازنشسته و مربی کنونی فوتبال ایران است. وی در سال‌های ۶۴ و ۶۵ و در زمان مربیگری مرحوم پرویز دهداری، فریدون عسگرزاده، ناصر ابراهیمی و رضا وطنخواه پیراهن تیم ملی را بر تن کرد. در ۱۵ بازی ملی حضور داشت و بازوبند کاپیتانی تیم ملی را به بازو بست.

## افتخارات

### دوران بازی‌گری
- جام قدس
  - ۱۳۶۴: سومی با منتخب مازندران
  - ۱۳۶۶: نائب قهرمانی با منتخب مازندران
- جام قائد اعظم
  - ۱۳۶۵: قهرمانی با منتخب مازندران

### دوران مربی‌گری
- لیگ دسته دوم
  - ۹۰–۱۳۸۹: قهرمانی و صعود به لیگ آزادگان با سایپا شمال